# Baião (canção)
"Baião" é uma canção gravada pela banda cristã de rock brasileira Rebanhão, registrada no álbum Mais Doce que o Mel, lançado em 1981. Foi escrita pelo vocalista Janires Magalhães Manso e é uma das principais canções da banda.
Possuindo influências da música brasileira, sua sonoridade é um baião. Sua letra é cheia de críticas ao modo de vida da sociedade atual, apontando Jesus como a única solução, em tempos de ditadura militar.
"Baião" foi regravada duas vezes pelo Rebanhão: No álbum ao vivo Janires e Amigos de 1984 e no disco Enquanto é dia de 1994. Por outros intérpretes foi regravada também no álbum Tributo a Janires, gravado pelo grupo Vencedores por Cristo em 2004 e no Eletro-Acústico 3, de Paulo César Baruk em 2011.